# Regiunea Vițebsk
Regiunea Vițebsk (în belarusă Віцебская вобласць / Voblastul Vițebsk; în rusă Витебская область / Regiunea Vitebsk) este o regiune situată în nordul Belarusului. Capitala provinciei este orașul Vițebsk (Віцебск), cu o populație de cca. 370.000 locuitori, conform estimărilor din 2014.
Alte orașe din regiune sunt Poloțk și Orșa.